# Museo della ceramica (Sermoneta)
Il museo della ceramica di Sermoneta è un'esposizione di reperti archeologici e artistici raccolti in tre sale del palazzo De Marchis-Caetani del comune lepino a testimonianza dell'arte ceramica dalla preistoria al XIX secolo.

## Storia

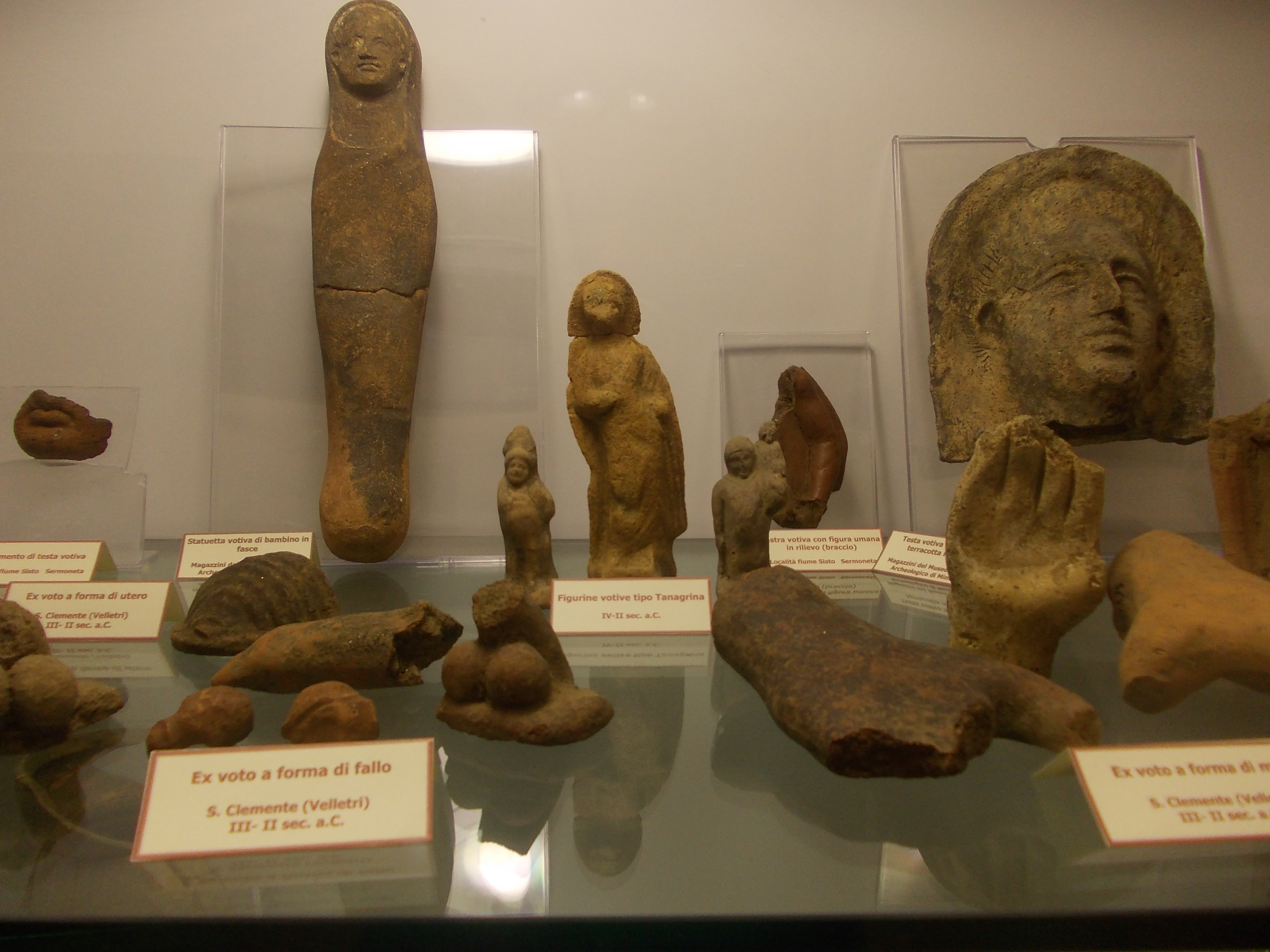
Ex voto in terracotta provenienti da Viterbo

Il museo è stato inaugurato il 22 marzo del 2004 nell'attuale sede di Palazzo De Marchis-Caetani, allestito grazie all'esposizione di reperti, prevalentemente oggetti di ceramica, provenienti da alcuni musei laziali e da donazioni di privati.

## Percorso museale

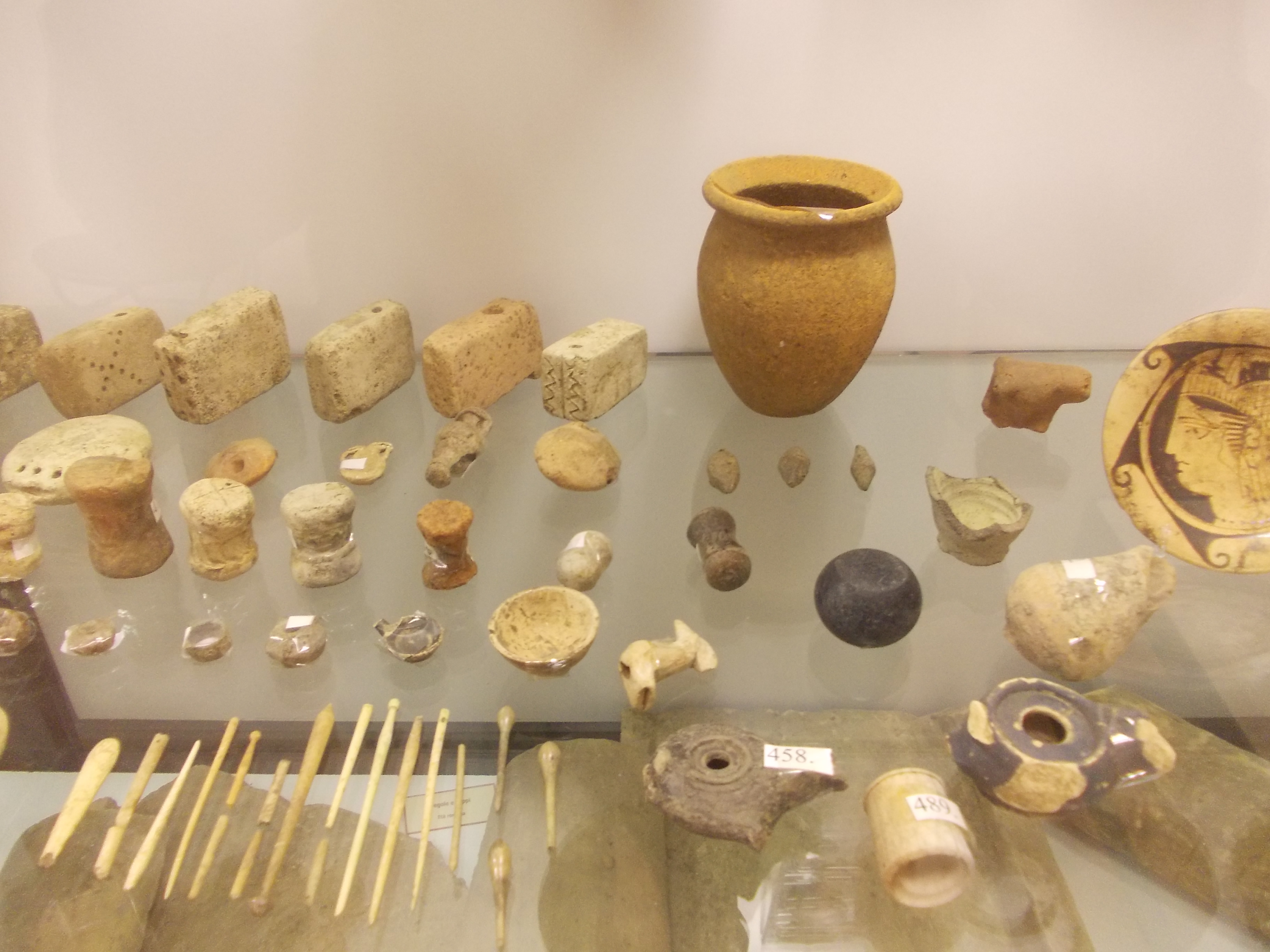
Reperti esposti al museo della ceramica di Sermoneta

Il percorso espositivo si articola all'interno di tre sale e ripercorre la storia della ceramica in Italia, dalla preistoria fino al XIX secolo con oggetti provenienti da località famose per la produzione di ceramica e terracotta quali Deruta, Faenza e Viterbo. Alcuni degli oggetti esposti sono frutto di donazioni private, altri sono stati resi disponibili dalla Soprintendenza Archeologica del Lazio. Gli oggetti esposti, circa cinquecento, comprendono vasi, stoviglie, laterizi, oggetti votivi e statuette di terracotta.
Un gran numero dei reperti in mostra proviene dagli scavi della necropoli di Caracupa, risalenti all'età del ferro, venuti alla luce durante le opere di consolidamento della cinta muraria di Sermoneta del 1999 e dagli scavi di Poggio Sommavilla, nella Valle del Tevere, nel comune  di Collevecchio .

## Apertura
Il museo è gestito dalla Pro loco ed è visitabile gratuitamente:
Da ottobre a marzo
- il sabato dalle 13.30 alle 18.00 e la domenica dalle 10.00 alle 13.00 e dalle 13.30 alle 18.00

Da aprile a settembre
- il venerdì dalle 16.00 alle 19.00
- il sabato e la domenica dalle 10.00 alle 13.00 e dalle 16.00 alle 19.00